# 評論新聞
評論新聞（ひょうろんしんぶん）は、明治時代に存在した定期刊行物。
明治8年2月に鹿児島出身で、明治六年の政変で下野した海老原穆により創刊され、大久保利通の太政官政府に対する痛烈な批判を展開した。
征韓論、士族反乱の支持、開化政策批判、言論の自由、地方民会や民選議院の設立、立憲政体樹立の要求などが展開され、武力による政府転覆が論じられることもあった。
私学校で愛読され、重要な情報源となり、その反政府熱を刺激した。西郷隆盛や大久保の親友だった吉井友実は「十年戦乱の不幸を生ぜしは評論新聞の放論最も与りて大なり」と述懐している。
明治9年7月、讒謗律により休刊させられる。